# Sapor V
Sapor, fill de Sarbar, també conegut com a Sapor V, fou un usurpador sassànida que va regnar per un temps curt el 630 fins que va ser deposat a favor d'Azarmíntoque.

## Biografia
Sapor, fill de Sarbar era el fill de Sarbar, el famós spahbed sassànida i breument shahanshah. La seva mare era la germana de Còsroes II. El 630, després que Borane va ser deposada, Sapor V esdevenia rei de l'Imperi Sassànida però fou en breu deposat pel nobles sassànides del partit Persig (persa) que no van reconèixer el seu govern. Va ser substituït per la seva cosina Azarmíntoque. Quan aquesta va esdevenir reina de Pèrsia, el cap del partit Pahlav de la noblesa, Farrukh Hormizd, li va proposar casar-se amb ella, una proposta que havia estat aprovada anteriorment per Sapor V; tanmateix, Azarmíntoque va declinar la proposta i va recriminar a Sapur d'haver-hi estat d'acord. Què li va passar a Sapor V després no és conegut.